# جو برستون (ملحن)
جو برستون (بالإنجليزية: Joe Preston)‏ هو ملحن أمريكي، ولد في 1969 في أوريغون في الولايات المتحدة.

## وصلات خارجية
- جو برستون على موقع ميوزك برينز (الإنجليزية)
- جو برستون على موقع ديسكوغز (الإنجليزية)